# Manden uden Smil
|  | Denne artikel er oprettet af botten PalnaBot ud fra en ekstern database. Den kan derfor have sproglige fejl eller mangler. Denne skabelon kan fjernes efter kontrol af indholdet. |

Manden uden Smil er en film fra 1917 instrueret af Holger-Madsen efter manuskript af Holger-Madsen.